# The Banker's Daughter (film 1913)
The Banker's Daughter è un cortometraggio muto del 1913. Il nome del regista non viene riportato nei credit del film.

## Produzione
Prodotto dalla Eclair American.

## Distribuzione
Il film - un cortometraggio in due bobine - uscì nelle sale cinematografiche USA il 10 settembre 1913, distribuito dall'Universal Film Manufacturing Company.